# DakhaBrakha
DakhaBrakha est un groupe musical ukrainien, créé en 2004 au sein du Centre d’art contemporain de Kiev. Sa formation en quatuor (trois femmes et un homme) transforme en musiques actuelles un répertoire folklorique combinant différents styles musicaux de plusieurs groupes ethniques,.

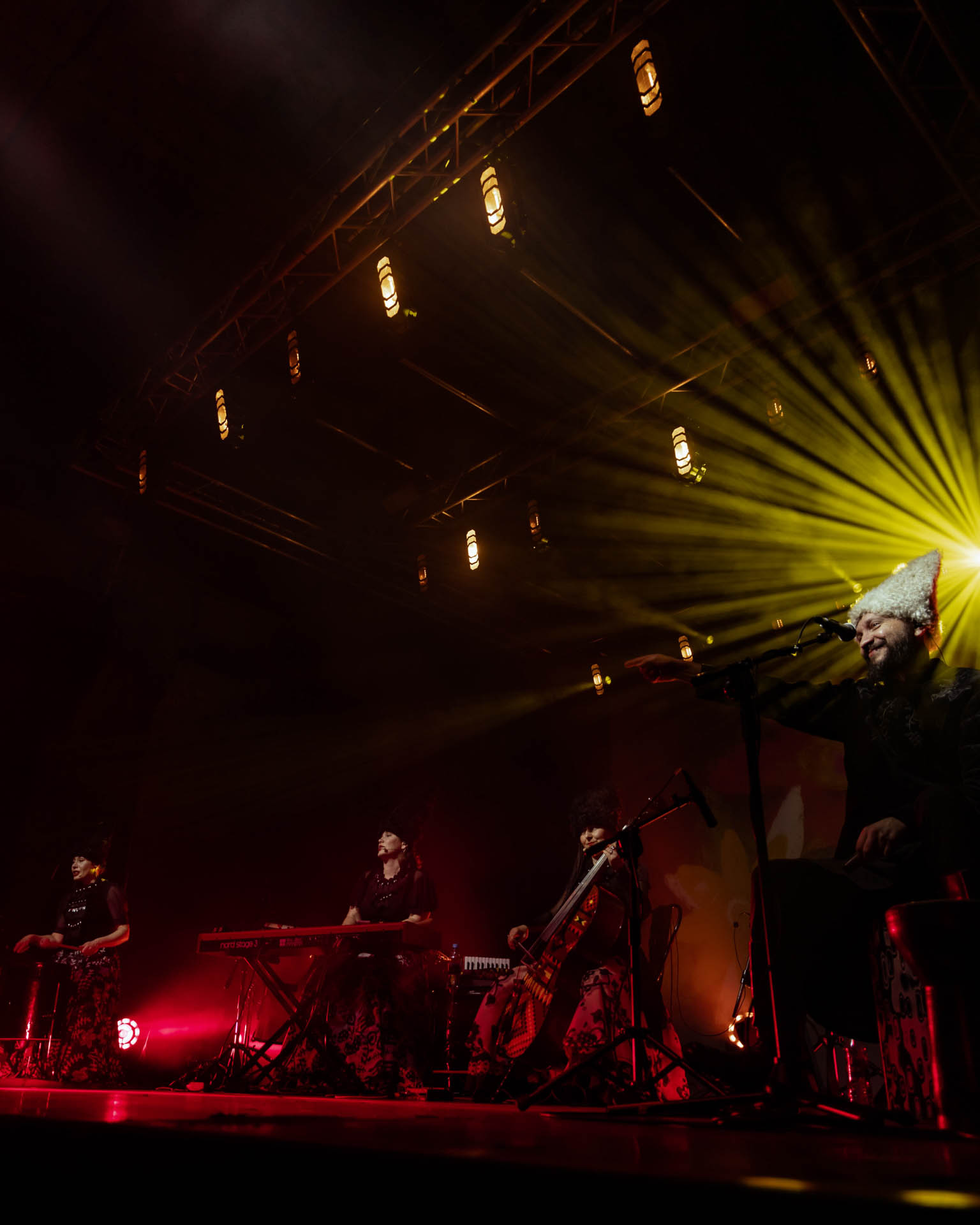
DakhaBrakha 2022

## Historique
Le groupe s’est créé en 2004, à l’initiative d'un homme de théâtre ukrainien d'origine russe, Vladislav Troïtsky. Le groupe est un des projets du Centre d'art contemporain de Dakh, fondé par Vlad Troïtskyi. Les membres de DakhaBrakha participent aux autres projets du centre, notamment au projet de cabaret entièrement féminin Dakh Daughters, ainsi qu'au festival annuel Gogolfest.
Trois des membres du groupe, enfants, pratiquaient le chant folklorique dans un groupe, et ont entendu les personnes âgées de leur famille chanter des airs anciens. Ils disent être ethnographes et folkloristes amateurs depuis leur enfance, puis professionnels après leurs études universitaires ; et en complément de leurs activités d'enseignants ou d'artistes, ils pratiquent depuis 30 ans une activité de collecte, plus intensive depuis une décennie, dans les villages d'Ukraine, afin d'en recueillir le patrimoine musical.
Nina Garenetska explique qu'avant la guerre, le groupe a enregistré de nombreux chants traditionnels préservés par des personnes âgées rencontrées alors que les membres ont pour cela parcouru toute l’Ukraine durant leurs vacances, parfois en canoé ou en vélo.
Ils composent aussi à partir des chants traditionnels d'autres pays ou continents, associant au folklore ukrainien des éléments orientaux, des Indes, africains, moyen-orientaux, russes ou balkaniques, etc.,. Ils témoignent dans leurs interviews à la fois de leur attachement à la culture ukrainienne et à l'Europe et de leur lutte contre le retour à l'Ère soviétique.
À partir des années 2010, le groupe a effectué plusieurs concerts à l'international. En France, il est notamment remarqué en 2013 aux Transmusicales de Rennes, et s'est aussi produit aux Eurockéennes de Belfort, aux Escales de Saint-Nazaire, aux Suds à Arles, au Théâtre du Châtelet à Paris, etc..
En 2022, le groupe poursuit son engagement contre la guerre menée par la Russie et pour la liberté de l'Ukraine. Il était encore en concert en Ukraine, quelques jours avant le déclenchement de l'invasion de l'Ukraine par la Russie, le 24 février, à Zaporijjia. Après dix jours de tournée en France, Marko Halanevych, interrogé par France-Culture explique : "On a décidé de partir d’Ukraine, parce qu’on a compris qu’en tant que musiciens, on serait beaucoup plus efficace à l’étranger pour témoigner, pour nous adresser à différents publics, et porter la parole de la culture ukrainienne (...)  Nous ne chantons pas pour nous opposer, nous chantons pour retrouver notre propre identité car les Ukrainiens ne sont pas des Russes. Notre force réside dans le fait que nous faisons quelque chose d’authentique, et nous ne pouvons rien faire de mieux. C’est pour cela que nous partons en tournée en France et dans le monde : pour chanter ce que nous ressentons dans le cœur".

## Étymologie du nom
Le nom du groupe est composé de deux verbes ukrainiens : Давати et Брати, signifiant respectivement "donner" et "prendre". Il fait également référence au nom du centre d'art dont il est issu : "Dakh" (littéralement "toit" en français).

## Membres
- Marko Halanevych – chant, tambour à gobelet, tabla, didgeridoo, harmonica, accordéon, cajón, guimbarde
- Olena Tsybulska – chant, percussions
- Iryna Kovalenko – chant, djembé, flûte, buhay, piano, ukulélé, zgaleyka, accordéon
- Nina Garenetska – chant, violoncelle

À l'exception de Marko Halanevych, toutes les membres sont diplômées de l'Université nationale de la culture et des arts de Kiev. Nina Garenetska participe également au projet Dakh Daughters.
Vlad Troïtskyi continue d'être le producteur du groupe.

## Distinctions
Le groupe a reçu le Prix Sergueï Kouriokhine (ru) en 2009 et Prix national Taras-Chevtchenko en 2020.
Ses enregistrements sont salués par la presse internationale.

## Discographie
- На добраніч (2005)
- Ягудки (2007)
- На межі (2009)
- Lumière (2010)
- Projet Хмелева (2012)
- Шлях / La route (2016)[8]
- Alambari (2020)

## Bandes sonores
- 2018 : Bande-annonce de House 99, la marque de toilettage de David Beckham (Royaume-Uni)
- 2017 : Holodomor, la grande famine ukrainienne (Canada)
- 2017 : Mavka. La chanson de la forêt (Ukraine)

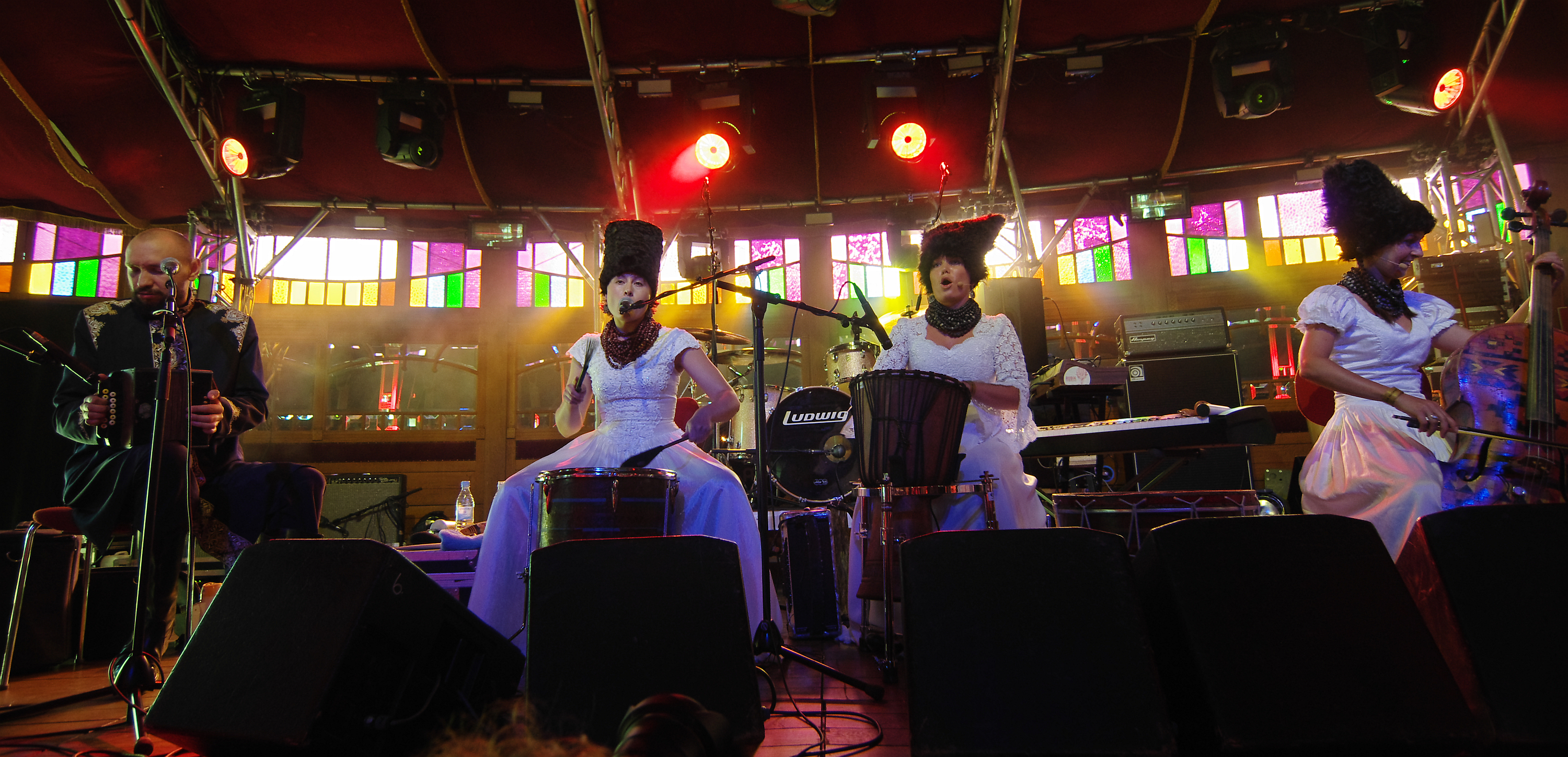
DakhaBrakha se produisant au festival Haldern Pop en 2013

- 2017 : Fargo (États-Unis)

## Festivals
- 2013 : Les transmusicales, Rennes, France[9].
- juin 2014 : Bonnaroo Music and Arts Festival, Manchester, Tennessee. Le groupe a été qualifié par Rolling Stone comme "Best Breakout" du festival[10].
- août 2015 : festival du bout du monde, Crozon, France[11].
- juin 2016 : festival de Glastonbury sur les West Holts[12].
- Juillet 2017 et 2018 : Finger Lakes GrassRoots Festival of Music and Dance à Trumansburg, New York.
- 2019 : Michael Schimmel Center for the Arts de Manhattan, New York, États-Unis[13].
- 2021 : Festival Paris l'été, France[14].
- 2023 : Festival d’été de Québec[15].
- 2023 : Festival "Le grand soufflet" Rennes, France[16].